# Pau da Lima
Pau da Lima é um bairro brasileiro localizado na cidade de Salvador, na Bahia. Fica situado na região do Miolo Central de Salvador, fazendo divisa com os bairros: São Marcos, Sete de Abril, Vila Canária, Jardim Cajazeiras e Sussuarana.

## História
O bairro começou a formar-se em meados da década de 1950. Os primeiros moradores vieram de áreas rurais e povoaram uma fazenda, cujo dono se chamava Paiva Lima. Com o tempo, o popular prevaleceu e, passou-se a chamar Pau da Lima.[carece de fontes?]
Os herdeiros do médico, farmacêutico, cacauicultor e Professor Emérito da Universidade Federal da Bahia, Dr. Mauro Barreira de Alencar, são proprietários de uma área de 111.691 m2, referente ao Loteamento Parque Rural Ascenção. Desde 1990 há interesse da Administração Pública (Estadual e Municipal) em realizar a desapropriação da área. 
É o bairro onde se localiza a Mansão do Caminho, obra social funda pelo médium e orador espírita, Divaldo Pereira Franco.[carece de fontes?]

## Demografia
Foi listado como um dos bairros mais perigosos de Salvador, segundo dados do Instituto Brasileiro de Geografia e Estatística (IBGE) e da Secretaria de Segurança Pública (SSP) divulgados no mapa da violência de bairro em bairro pelo jornal Correio em 2012. Ficou entre os mais violentos em consequência da taxa de homicídios para cada cem mil habitantes por ano (com referência da ONU) ter alcançado o nível mais negativo, com o indicativo de "mais que 90", sendo um dos piores bairros na lista.